# Homoneura tesquae
Homoneura tesquae är en tvåvingeart som först beskrevs av Becker 1895.  Homoneura tesquae ingår i släktet Homoneura och familjen lövflugor. Arten har ej påträffats i Sverige. Inga underarter finns listade i Catalogue of Life.